# كينجي أوزاوا
كينجي أوزاوا (باليابانية: 小沢健二؛ بالكانا: おざわ けんじ) هو مغن مؤلف ياباني، ولد في 14 أبريل 1968 في ساغاميهارا في اليابان.

## وصلات خارجية
- الموقع الرسمي
- كينجي أوزاوا على موقع IMDb (الإنجليزية)
- كينجي أوزاوا على موقع ميوزك برينز (الإنجليزية)
- كينجي أوزاوا على موقع أول ميوزيك (الإنجليزية)
- كينجي أوزاوا على موقع ديسكوغز (الإنجليزية)
- كينجي أوزاوا على موقع قاعدة بيانات الفيلم (الإنجليزية)
- كينجي أوزاوا على موقع ANN person (الإنجليزية)